# Lastras de Cuéllar
Lastras de Cuéllar – gmina w Hiszpanii, w prowincji Segowia, w Kastylii i León, o powierzchni 65,42 km². W 2011 roku gmina liczyła 447 mieszkańców.